# Hotel Kongens Ege
Scandic Hotel Kongens Ege var et hotel, der lå umiddelbart nordøst for Randers' centrum.

## Historie
Hotellet blev opført i 1967 og er tegnet af Bent Severin, der har tegnet en række kendte danske hoteller, herunder Hotel Scandinavia i København. Hotellet blev opført på et tidligere militært anlæg, der var anlagt på et par sandbakker, der blev benyttet til skydeøvelser. Fra omkring 1825 blev forsøgt anlagt skov på bakkerne og der blev etableret en skovpavillion på området. Pavillionen blev revet ned ved opførelsen af hotellet tillige med tre ege, der var blevet plantet i anledning af Christian 10.'s 70 års fødselsdag den 26. september 1940. Grundet beliggenheden på bakken er der fra hotellet udsigt over både byen og Randers Fjord.
Hotellet husede fra slutningen af 1970'erne Randers Revyen, der i perioden tog navnet Kongens Ege Revyen, og i 1986 havde hotellet landets højeste belægningsprocent samtidig med, at Kongens Ege Revyen blev kåret som landets bedste.
Hotel Kongens Ege blev i 1987/88 overtaget af Scandic hotelkæden, der udvidede antallet af værelser fra 88 til 130 værelser. 

## Lukning
I august 2013 oplyste Scandic, at der efter flere års tab ikke var grundlag for at drive hotellet videre og at Scandic derfor indstillede hoteldriften den 1. december 2013. Scandic henviste bl.a. til, at der efter Vestas' lukning af aktiviteter i Randers ikke var grundlag for rentabel hoteldrift på hotellet. Ejendommen ejes af Topdanmark, og pr. november 2013 forventedes det ikke, at bygningerne fremover vil blive anvendt til hoteldrift.

## Kirke
Fra januar 2014 og året ud, er Kongens Ege delvist udlejet til Den Evangeliske Frikirke, der siden august 2012 havde benyttet Nellemans tidligere bilhus på Hopitalsgade 10 i Randers. Udover søndags gudstjenester foregår der en række aktiviteter, bl.a. børnekirke, missions- og socialt engagement og ungdomskirken Skywalk.